# St. Vitus (Treffelhausen)

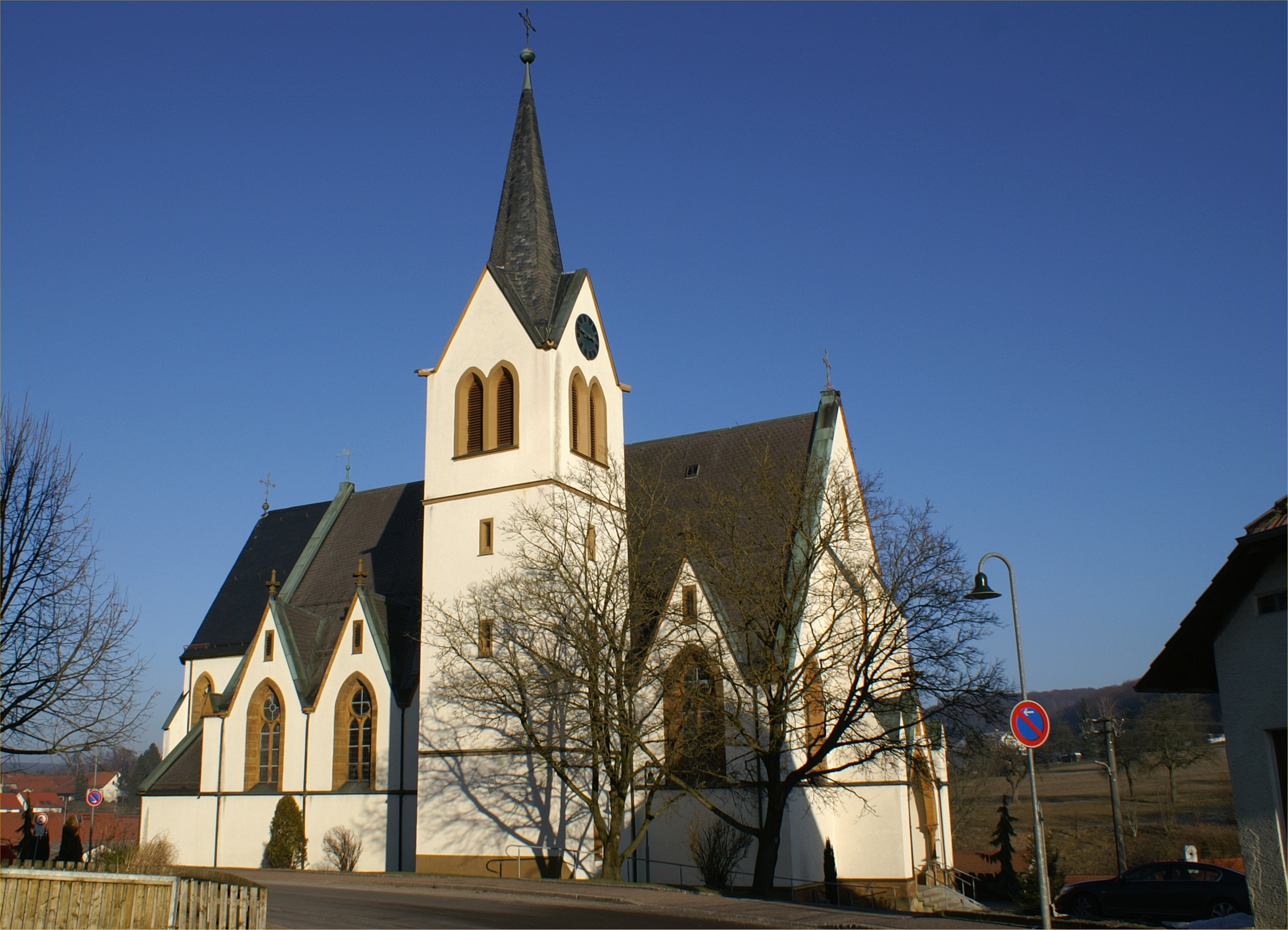
St. Vitus in Treffelhausen

Die dem heiligen Veit geweihte, römisch-katholische Pfarrkirche St. Vitus ist ein geschütztes Kulturdenkmal nach dem Denkmalschutzgesetz. Sie steht in Treffelhausen, einem Ortsteil der Gemeinde Böhmenkirch im Landkreis Göppingen in Baden-Württemberg. Die Kirchengemeinde gehört zum Dekanat Göppingen-Geislingen der Diözese Rottenburg-Stuttgart.

## Beschreibung
Nach einem Dorfbrand von 1839 wurde 1865–66 die neugotische Hallenkirche nach einem Entwurf von Friedrich von Schmidt erbaut. Das Langhaus mit fünf Jochen besteht aus einem Mittelschiff und zwei Seitenschiffen. Im Norden des Mittelschiffs steht der eingezogene, dreiseitig geschlossene, von Strebepfeilern gestützte Chor. Der Kirchturm wurde an der Westseite des Langhauses einbezogen.
Die Orgel mit 18 Registern auf zwei Manualen und Pedal wurde 2002 von der Werkstatt Orgelbau Mühleisen aus Leonberg restauriert.
Vier Kirchenglocken aus Bronze hängen in der Glockenstube des Kirchturms von St. Vitus. Neben einer historischen Glocke sind es drei aus dem 20. Jahrhundert.
| Glocke | Name                      | Gießer                                 | Gussjahr | Durchmesser | Gewicht | Schlagton |
| ------ | ------------------------- | -------------------------------------- | -------- | ----------- | ------- | --------- |
| 1      | Hl. Dreifaltigkeit        | Rudolf Perner, Passau-Hacklberg        | 1965     | 1254 mm     | 1078 kg | e′ +5     |
| 2      | Hl. Vitus und Hl. Barbara | Franz Racle                            | 1626     | 960 mm      |         | gis′ +4   |
| 3      | Hl. Maria                 | Glockengießerei Kuhn-Wolfart, Lauingen | 1949     | 790 mm      |         | h′ + 4    |
| 4      | Friedensglocke            | Glockengießerei Kuhn-Wolfart, Lauingen | 1949     | 710 mm      |         | cis″ +4   |